# 62e cérémonie des Primetime Emmy Awards
La 62e cérémonie des Primetime Emmy Awards, organisée par l'Academy of Television Arts and Sciences et récompensant les séries télévisées diffusées au cours de la saison 2009-2010, s'est déroulée le 29 août 2010 au Nokia Theatre de Los Angeles.

## Cérémonie
Présentée par Jimmy Fallon, elle a été retransmise par le réseau de télévision américain NBC.
Les nominations ont été annoncées le 8 juillet 2010 au cours d'une conférence de presse au Leonard H. Goldenson Theatre à Hollywood Nord par Joel McHale et Sofía Vergara.
Les prix ont été présentés par des acteurs de télévision, dont :
Ann-Margret, Will Arnett, Stephen Colbert, Claire Danes, Ted Danson, Emily Deschanel, Edie Falco, Tina Fey, Nathan Fillion, Laurence Fishburne, Ricky Gervais, Lauren Graham, Jon Hamm, Mariska Hargitay, Neil Patrick Harris, January Jones, John Krasinski, Boris Kodjoe, John Lithgow, LL Cool J, Eva Longoria Parker, Julianna Margulies, Gugu Mbatha-Raw, Joel McHale, Christopher Meloni, Matthew Morrison, Stephen Moyer, Anna Paquin, Jim Parsons, Matthew Perry, Jeff Probst, Keri Russell, Tom Selleck, Alexander Skarsgård, Maura Tierney, Blair Underwood, Sofia Vergara, Betty White

## Palmarès
Note : Les lauréats sont indiqués ci-dessous en premier de chaque catégorie et en gras. Le symbole « ♕ » rappelle le gagnant de l'année précédente (dans le cas d'une nouvelle nomination).

### Séries dramatiques
- Meilleure série dramatique
  - Mad Men (AMC) ♕
    - Breaking Bad (AMC)
    - Dexter (Showtime)
    - Lost (ABC)
    - The Good Wife (CBS)
    - True Blood (HBO)
- Meilleur acteur dans une série dramatique
  - Bryan Cranston pour le rôle de Walter White dans Breaking Bad ♕
    - Kyle Chandler pour le rôle de Eric Taylor dans Friday Night Lights
    - Matthew Fox pour le rôle de Jack Shephard dans Lost : Les Disparus (Lost)
    - Michael C. Hall pour le rôle de Dexter Morgan dans Dexter
    - Jon Hamm pour le rôle de Don Draper dans Mad Men
    - Hugh Laurie pour le rôle du Dr Gregory House dans Dr House (House)
- Meilleure actrice dans une série dramatique 
  - Kyra Sedgwick pour le rôle de Brenda Leigh Johnson dans The Closer : L.A. enquêtes prioritaires (The Closer)
    - Connie Britton pour le rôle de Tami Taylor dans Friday Night Lights
    - Glenn Close pour le rôle de Patricia "Patty" Hewes dans Damages ♕
    - Mariska Hargitay pour le rôle de Olivia Benson dans New York, unité spéciale (Law & Order: Special Victims Unit)
    - January Jones pour le rôle de Betty Draper dans Mad Men
    - Julianna Margulies pour le rôle de Alicia Florrick dans The Good Wife
- Meilleur acteur dans un second rôle dans une série dramatique
  - Aaron Paul pour le rôle de Jesse Pinkman dans Breaking Bad
    - Andre Braugher pour le rôle d'Owen dans Men of a Certain Age
    - Michael Emerson pour le rôle de Benjamin Linus dans Lost : Les Disparus (Lost) ♕
    - Terry O'Quinn pour le rôle de John Locke dans Lost : Les Disparus (Lost)
    - Martin Short pour le rôle de Leonard Winstone dans Damages
    - John Slattery pour le rôle de Roger Sterling dans Mad Men
- Meilleure actrice dans un second rôle dans une série dramatique
  - Archie Panjabi pour le rôle de Kalinda Sharma dans The Good Wife
    - Christine Baranski pour le rôle de Diane Lockhart dans The Good Wife
    - Rose Byrne pour le rôle d'Ellen Parsons dans Damages
    - Sharon Gless pour le rôle de Madeline Westen dans Burn Notice
    - Christina Hendricks pour le rôle de Joan Harris dans Mad Men
    - Elisabeth Moss pour le rôle de Peggy Olson dans Mad Men
- Meilleur acteur invité dans une série dramatique
  - John Lithgow pour le rôle de Arthur Mitchell dans l'épisode Road Kill de Dexter
    - Dylan Baker pour le rôle de Colin Sweeney dans l'épisode Bad de The Good Wife
    - Beau Bridges pour le rôle du Détective George Andrews dans l'épisode Make Over de The Closer : L.A. enquêtes prioritaires (The Closer)
    - Alan Cumming pour le rôle d'Eli Gold dans l'épisode Fleas de The Good Wife
    - Ted Danson pour le rôle d'Arthur Frobisher dans l'épisode The Next One's Gonna Go In Your Throat de Damages
    - Gregory Itzin pour le rôle de président Charles Logan dans l'épisode 1.00pm-2.00pm de 24 heures chrono (24)
    - Robert Morse pour le rôle de Bertram Cooper dans l'épisode Shut The Door. Have A Seat de Mad Men
- Meilleure actrice invitée dans une série dramatique
  - Ann-Margret pour le rôle de Rita Wills dans l'épisode Bedtime de New York, unité spéciale (Law & Order: Special Victims Unit)
    - Shirley Jones pour le rôle de Lola Zellman dans l'épisode Does Everybody Have A Drink? de The Cleaner
    - Elizabeth Mitchell de pour le rôle de Juliet Burke dans l'épisode The End de Lost : Les Disparus (Lost)
    - Mary Kay Place pour le rôle de Adaleen Grant dans l'épisode The Might And The Strong de Big Love
    - Sissy Spacek pour le rôle de Marilyn Densham dans l'épisode End Of Days de Big Love
    - Lily Tomlin pour le rôle de Marilyn Tobin dans l'épisode Your Secrets Are Safe de Damages
- Meilleure réalisation pour une série dramatique
  - Dexter – Steve Shill pour l'épisode The Getaway
    - Breaking Bad – Michelle MacLaren pour  l'épisode One Minute
    - Lost : Les Disparus (Lost) - Jack Bender pour l'épisode The End
    - Treme – Agnieszka Holland pour l'épisode Do You Know What It Means
    - Mad Men – Lesli Linka Glatter pour l'épisode Guy Walks Into an Advertising Agency
- Meilleur scénario pour une série dramatique
  - Mad Men – Erin Levy et Matthew Weiner pour l'épisode Shut The Door. Have A Seat.
    - The Good Wife – Michelle King et Robert King pour  l'épisode Pilote
    - Lost : Les Disparus (Lost) - Carlton Cuse et Damon Lindelof pour l'épisode The End
    - Friday Night Lights – Rolin Jones pour l'épisode The Son
    - Mad Men – Robin Veith et Matthew Weiner pour l'épisode Guy Walks Into an Advertising Agency

### Séries comiques
- Meilleure série comique
  - Modern Family (ABC)
    - 30 Rock (NBC)  ♕
    - Larry et son nombril (Curb Your Enthusiasm) (HBO)
    - Glee (FOX)
    - Nurse Jackie (Showtime)
    - The Office (NBC)
- Meilleur acteur dans une série comique
  - Jim Parsons pour le rôle de Sheldon Cooper dans The Big Bang Theory
    - Alec Baldwin pour le rôle de Jack Donaghy dans 30 Rock ♕
    - Steve Carell pour le rôle de Michael Scott dans The Office
    - Larry David pour son propre rôle dans Larry et son nombril (Curb Your Enthusiasm)
    - Matthew Morrison pour le rôle de Will Schuester dans Glee
    - Tony Shalhoub pour le rôle de Adrian Monk dans Monk
- Meilleure actrice dans une série comique
  - Edie Falco pour le rôle de Jackie Peyton dans Nurse Jackie
    - Toni Collette pour le rôle de Tara Gregson dans United States of Tara ♕
    - Tina Fey pour le rôle de Liz Lemon dans 30 Rock
    - Julia Louis-Dreyfus pour le rôle de Christine Campbell dans Old Christine (The New Adventures of Old Christine)
    - Lea Michele pour le rôle de Rachel Berry dans Glee
    - Amy Poehler pour le rôle de Leslie Knope dans Parks and Recreation
- Meilleur acteur dans un second rôle dans une série comique
  - Eric Stonestreet pour le rôle de Cameron Tucker dans Modern Family
    - Ty Burrell pour le rôle de Phil Dunphy dans Modern Family
    - Chris Colfer pour le rôle de Kurt Hummel dans Glee
    - Jon Cryer pour le rôle d'Alan Harper dans Mon oncle Charlie (Two and a Half Men) ♕
    - Jesse Tyler Ferguson pour le rôle de Mitchell dans Modern Family
    - Neil Patrick Harris pour le rôle de Barney Stinson dans How I Met Your Mother
- Meilleure actrice dans un second rôle dans une série comique
  - Jane Lynch pour le rôle de Sue Sylvester dans Glee
    - Julie Bowen pour le rôle de Claire Dunphy dans Modern Family
    - Jane Krakowski pour le rôle de Jenna Maroney dans 30 Rock
    - Holland Taylor pour le rôle d'Evelyn Harper dans Mon oncle Charlie (Two and a Half Men)
    - Sofia Vergara pour le rôle de Gloria Delgado-Pritchett dans Modern Family
    - Kristen Wiig pour le rôle de plusieurs personnages dans Saturday Night Live
- Meilleur acteur invité dans une série comique
  - Neil Patrick Harris pour le rôle de Bryan Ryan dans l'épisode Dream On de Glee
    - Will Arnett pour le rôle de Devon Banks dans l'épisode Into the Crevasse de 30 Rock
    - Jon Hamm pour le rôle du Dr Drew Baird dans l'épisode Emanuelle Goes to Dinosaur Land de 30 Rock
    - Mike O'Malley pour le rôle de Burt Hummel dans l'épisode Wheels de Glee
    - Eli Wallach pour le rôle de Bernard Zimberg dans l'épisode Chicken Soup de Nurse Jackie
    - Fred Willard pour le rôle de Frank Dunphy dans l'épisode Travels with Scout de Modern Family
- Meilleure actrice invitée dans une série comique
  - Betty White pour le rôle de l'hôte dans Saturday Night Live
    - Christine Baranski pour le rôle de Beverly Hofstadter dans l'épisode The Maternal Congruence de The Big Bang Theory
    - Kristin Chenoweth pour le rôle d'April Rhodes dans l'épisode The Rhodes Not Taken de Glee
    - Tina Fey pour le rôle de l'hôte dans Saturday Night Live
    - Kathryn Joosten pour le rôle de Karen McCluskey dans l'épisode The Chase de Desperate Housewives
    - Jane Lynch pour le rôle du Dr Linda Freeman dans l'épisode 818-JKLPUZO de Mon oncle Charlie (Two and a Half Men)
    - Elaine Stritch pour le rôle de Colleen Donaghy dans l'épisode The Moms de 30 Rock
- Meilleure réalisation pour une série comique
  - Glee - Ryan Murphy pour l'épisode pilote
    - Glee - Ryan Murphy pour l'épisode Wheels
    - Modern Family - Jason Winer pour l'épisode pilote
    - Nurse Jackie - Allen Coulter pour l'épisode pilote
    - 30 Rock - Don Scardino pour l'épisode I Do I Do
- Meilleur scénario pour une série comique
  - Modern Family - Steven Levitan et Christopher Lloyd pour l'épisode l'épisode pilote
    - 30 Rock - Tina Fey et Kay Cannon pour l'épisode Lee Marvin Vs. Derek Jeter
    - 30 Rock - Matt Hubbard pour l'épisode Anna Howard Shaw Day
    - Glee - Ryan Murphy, Brad Falchuk et Ian Brennan pour l'épisode pilote
    - The Office - Greg Daniels et Mindy Kaling pour l'épisode Niagara

### Mini-séries et téléfilms
- Meilleure minisérie
  - The Pacific (HBO)
    - Return to Cranford (PBS)
- Meilleur téléfilm
  - Temple Grandin (HBO)
    - Endgame (PBS)
    - Georgia O'Keeffe (Lifetime)
    - Moon Shot (History)
    - The Special Relationship (HBO)
    - La Vérité sur Jack (You Don't Know Jack) (HBO)
- Meilleur acteur dans une mini-série ou un téléfilm
  - Al Pacino pour le rôle du Dr Jack Kevorkian dans La Vérité sur Jack (You Don't Know Jack)
    - Jeff Bridges pour le rôle de Jon Katz dans A Dog Year
    - Ian McKellen pour le rôle de Two (2) dans Le Prisonnier (The Prisoner)
    - Dennis Quaid pour le rôle de Bill Clinton dans The Special Relationship
    - Michael Sheen pour le rôle de Tony Blair dans The Special Relationship
- Meilleure actrice dans une mini-série ou un  téléfilm
  - Claire Danes pour le rôle de Temple Grandin dans Temple Grandin
    - Joan Allen pour le rôle de Georgia O'Keeffe dans Georgia O'Keeffe
    - Hope Davis pour le rôle de Hillary Clinton dans The Special Relationship
    - Judi Dench pour le rôle de Miss Matty dans Return to Cranford
    - Maggie Smith pour le rôle de Mary Gilbert dans Capturing Mary
- Meilleur acteur dans un second rôle dans une mini-série ou un téléfilm
  - David Strathairn pour le rôle du Dr Carlock  dans Temple Grandin
    - Michael Gambon pour le rôle de Mr. Woodhouse dans Emma
    - John Goodman pour le rôle de Neal Nicol dans La Vérité sur Jack (You Don't Know Jack)
    - Jonathan Pryce pour le rôle de Mr. Buxton dans Return to Cranford
    - Patrick Stewart pour le rôle de Claudius dans Hamlet
- Meilleure actrice dans un second rôle dans une mini-série ou un téléfilm
  - Julia Ormond pour le rôle d'Eustacia Grandin dans Temple Grandin
    - Kathy Bates pour le rôle de la Reine de cœur dans Alice
    - Catherine O'Hara pour le rôle de la tante Ann dans Temple Grandin
    - Susan Sarandon pour le rôle de Janet Good dans La Vérité sur Jack (You Don't Know Jack)
    - Brenda Vaccaro pour le rôle de Margo Janus dans La Vérité sur Jack (You Don't Know Jack)
- Meilleure réalisation pour une mini-série ou un téléfilm
  - Temple Grandin – Mick Jackson
    - The Pacific – David Nutter et Jeremy Podeswa pour l'épisode Part Eight
    - The Pacific – Tim Van Patten pour l'épisode Part Nine
    - Georgia O'Keeffe – Bob Balaban
    - La Vérité sur Jack (You Don't Know Jack) – Barry Levinson
- Meilleur scénario pour une mini-série ou un téléfilm
  - La Vérité sur Jack (You Don't Know Jack) – Adam Mazer
    - The Pacific – Robert Schenkkan (en) et Michelle Ashford pour l'épisode Part Eight
    - The Pacific – Bruce C. McKenna et Robert Schenkkan (en) pour l'épisode Part Ten
    - The Special Relationship – Peter Morgan
    - Temple Grandin – Christopher Monger et William Merritt Johnson

### Émissions de variétés, musicales ou comiques
- Meilleure série de variété, musical ou comique
  - The Daily Show with Jon Stewart (Comedy Central) ♕
    - The Colbert Report (Comedy Central)
    - Real Time with Bill Maher (HBO)
    - Saturday Night Live (NBC)
    - The Tonight Show with Conan O'Brien (NBC)
- Meilleur programme de variété, musicale ou comique[2]
  - The Kennedy Center Honors (CBS) ♕
    - Bill Maher "…But I'm Not Wrong" (HBO)
    - Hope For Haiti Now (MTV)
    - Robin Williams: Weapons Of Self Destruction (HBO)
    - The 25th Anniversary Rock And Roll Hall Of Fame Concert (HBO)
    - Wanda Sykes: I'ma Be Me (HBO)
- Meilleure réalisation pour une série de variété, musical ou comique
  - Saturday Night Live (hôte Betty White)
    - Late Show with David Letterman
    - The Colbert Report
    - The Daily Show with Jon Stewart
    - The Tonight Show with Conan O'Brien
- Meilleure réalisation pour un programme de variété, musicale ou comique
  - Vancouver 2010 : XXIes Jeux olympiques d'hiver
    - In Performance at the White House: A Celebration of Music from the Civil Rights Movement
    - The 25th Anniversary Rock and Roll Hall of Fame Concert
    - 63e cérémonie des Tony Awards
    - The Kennedy Center Honors: A Celebration of the Performing Arts
- Meilleur scénario pour une série de variété, musical ou comique
  - The Colbert Report
    - The Tonight Show with Conan O'Brien
    - Real Time with Bill Maher
    - The Daily Show with Jon Stewart
    - Saturday Night Live
- Meilleur scénario pour un programme de variété, musicale ou comique
  - 63e cérémonie des Tony Awards
    - 82e cérémonie des Oscars
    - Bill Maher: But I'm Not Wrong
    - The Kennedy Center Honors
    - Wanda Sykes: I'ma Be Me

### Autres catégories
- Meilleure émission de télé-réalité
  - Jamie Oliver's Food Revolution (ABC)
    - Antiques Roadshow (PBS)
    - Dirty Jobs (Discovery Channel)
    - Kathy Griffin: My Life on the D-List (Bravo)
    - MythBusters (Discovery Channel)
    - Undercover Boss (CBS)
- Meilleur jeu de télé-réalité[3]
  - Top Chef (Bravo)
    - The Amazing Race (CBS) ♕
    - American Idol (FOX)
    - Dancing with the Stars (ABC)
    - Projet haute couture (Lifetime)
- Meilleur présentateur d'une émission de télé-réalité
  - Jeff Probst pour Survivor
    - Tom Bergeron pour Dancing with the Stars
    - Phil Keoghan pour The Amazing Race
    - Heidi Klum pour Projet haute couture
    - Ryan Seacrest pour American Idol
- Meilleur programme pour enfants
  - Les Sorciers de Waverly Place, le film (Wizards of Waverly Place: The Movie) (Disney Channel)
    - Hannah Montana (Disney Channel)
    - iCarly (Nickelodeon)
    - Jonas L.A. (Disney Channel)
    - Les Sorciers de Waverly Place (Wizards of Waverly Place) (Disney Channel)
- Meilleur programme d'animation court
  - Lutins d'élite, mission Noël (Prep and Landing)
  - Alien Earths
  - The Ricky Gervais Show pour Knob at Night
  - Les Simpson (The Simpsons) pour Il était une fois à Springfield ('Once Upon a Time in Springfield')
  - South Park pour 200 et 201

## Bob Hope Humanitarian Award
- George Clooney

## Creative Arts Primetime Emmys
- Syd Cassyd Founders Award : John Leverence, vice-président de l'Academy of Television Arts and Sciences
- Governors Awards : Norman Brokaw, membre émérite de William Morris Endeavor Entertainment et The Ad Council
- Casting
  - Meilleur casting pour une série dramatique : Mad Men
  - Meilleur casting pour une série comique : Modern Family
  - Meilleur casting pour une minisérie, un téléfilm ou un programme spécial : The Pacific
- Maquillage
  - Meilleur maquillage pour une série, une minisérie, un téléfilm ou un programme spécial - Prothésique : The Pacific
  - Meilleur maquillage pour une minisérie ou un téléfilm - Non-prothésique : The Pacific
  - Meilleur maquillage pour une série tournée avec une seule caméra - Non-prothésique : Grey's Anatomy, épisode Suicide Is Painless
  - Meilleur maquillage pour une série tournée avec plusieurs caméra - Non-prothésique : Saturday Night Live, épisode Betty White
- Costumes
  - Meilleur costumes pour une série : Les Tudors (The Tudors), épisode 4.08
  - Meilleur costumes pour une minisérie, un téléfilm ou un programme spécial : Return To Cranford
  - Meilleur costumes pour une émission de variétés, musicale ou comique : Jimmy Kimmel Live ; So you think you can dance ; Titan Maximum
- Coiffure
  - Meilleure coiffure pour une minisérie ou un téléfilm : Emma
  - Meilleur maquillage pour une série tournée avec une seule caméra : Mad Men, épisode Souvenir
  - Meilleur maquillage pour une série tournée avec plusieurs caméra : Dancing with the Stars, épisode 902A
- Chorégraphie
  - Meilleure chorégraphie : So you think you can dance, chorégraphies de Gravity/Addiction, Koop Island Blues et One
- Musique
  - Meilleure performance individuelle dans un programme de musique/danse classique :
  - Meilleure composition musicale pour une série : 24 heures chrono (24), épisode 15h-16h
  - Meilleure composition musicale pour une minisérie, un téléfilm ou un programme spécial : Temple Grandin
  - Meilleure direction musicale : Vancouver 2010 : XXIes Jeux olympiques d'hiver, cérémonie d'ouverture
  - Meilleures musiques et paroles : Monk, épisode Mr. Monk And The End Part II pour le titre When I'm Gone
  - Meilleure musique de générique :
- Direction artistique
  - Meilleure direction artistique pour une série tournée avec une seule caméra : Les Tudors (The Tudors), épisode 407
  - Meilleure direction artistique pour une minisérie ou un téléfilm : The Pacific
  - Meilleure direction artistique pour un programme de variété ou musical : 82e cérémonie des Oscars
- Montage
  - Meilleur montage dans une série dramatique tournée avec une seule caméra : Lost : Les Disparus (Lost), épisode The End
  - Meilleur montage dans une série comique : Modern Family, épisode Pilote
  - Meilleur montage dans une minisérie ou un téléfilm tournée avec une seule caméra : Temple Grandin
  - Meilleur montage dans un programme court : Late Night with Jimmy Fallon, épisode 6-Bee
  - Meilleur montage dans un programme spécial : The 25th Anniversary Rock And Roll Hall Of Fame Concert
  - Meilleur montage dans un programme documentaire : By The People: The Election Of Barack Obama
  - Meilleur montage dans un programme de télé-réalité : Intervention, épisode Robby
- Animation
  - Meilleur programme d'animation : Lutins d'élite, mission Noël (Disney Prep & Landing)
  - Meilleur programme d'animation court : Robot Chicken, épisode Full-Assed Christmas Special
  - Meilleur doublage : Anne Hathaway pour le doublage de la Princesse Penelope dans Les Simpson (The Simpsons), épisode Once Upon A Time In Springfield
- Cascades
  - Meilleure coordination des cascades : Flashforward, épisode No More Good Days
- Effets visuels
  - Meilleurs effets visuels pour une série : Les Experts (CSI), épisode Family Affair
  - Meilleurs effets visuels pour une minisérie, un téléfilm ou un programme spécial : The Pacific, Part 5
- Générique
  - Meilleur design du générique : Bored to Death
  - Meilleure musique de générique : Nurse Jackie
- Mixage du son
  - Meilleur mixage du son pour une série - Une heure : Glee, épisode The Power Of Madonna
  - Meilleur mixage du son pour une série ou un programme d'animation - Une demi-heure : Entourage, épisode One Car, Two Car, Red Car, Blue Car et Modern Family, épisode En Garde
  - Meilleur mixage du son pour une minisérie ou un téléfilm : The Pacific, Part 2
  - Meilleur mixage du son pour une série de variété ou musicale ou un programme spécial : 52e cérémonie des Grammy Awards et The 25th Anniversary Rock And Roll Hall Of Fame Concert
  - Meilleur mixage du son pour un programme documentaire : Deadliest Catch, épisode No Second Chances
- Montage sonore
  - Meilleur montage sonore pour une série : 24 heures chrono (24), épisode 16h-17h
  - Meilleur montage sonore pour une minisérie, un téléfilm ou un programme spécial : The Pacific, Part 5
  - Meilleur montage sonore pour un programme documentaire : America The Story Of Us, épisode Division
- Photographie
  - Meilleure photographie pour une série - Une heure : Les Experts (CSI), épisode Family Affair
  - Meilleure photographie pour une série - Une demi-heure : Weeds, épisode A Modest Proposal
  - Meilleure photographie pour une minisérie ou un téléfilm : Return To Cranford
  - Meilleure photographie pour un programme de télé-réalité : Survivor, épisode Slay Everyone, Trust No One
  - Meilleure photographie pour un programme documentaire : Life, épisode Challenges Of Life
- Direction technique
  - Meilleure direction technique, cadrage et vidéo pour une série : Dancing with the Stars, épisode 909A
  - Meilleure direction technique, cadrage et vidéo pour une minisérie, un téléfilm ou un programme spécial : The 25th Anniversary Rock And Roll Hall Of Fame Concert
- Éclairages
  - Meilleurs éclairages : Vancouver 2010 : XXIes Jeux olympiques d'hiver, cérémonie d'ouverture
- Meilleure émission documentaire
  - Teddy: In His Own Words
- Meilleure série documentaire
  - The National Parks: America’s Best Idea
- Meilleure publicité
  - The Man Your Man Could Smell Like Old Spice Body Wash

## Récompenses et nominations multiples

### Nominations multiples
12 : The Pacific
19 : Glee
17 : Mad Men
15 : 30 Rock, Temple Grandin, La Vérité sur Jack
14 : Modern Family
12 : 82e cérémonie des Oscars, Lost : Les Disparus, Saturday Night Live

### Récompenses multiples
8/12 : The Pacific
7/15 : Temple Grandin
6/14 : Modern Family
4/19 : Glee
4/17 : Mad Men